# Sistema Combatente Brasileiro

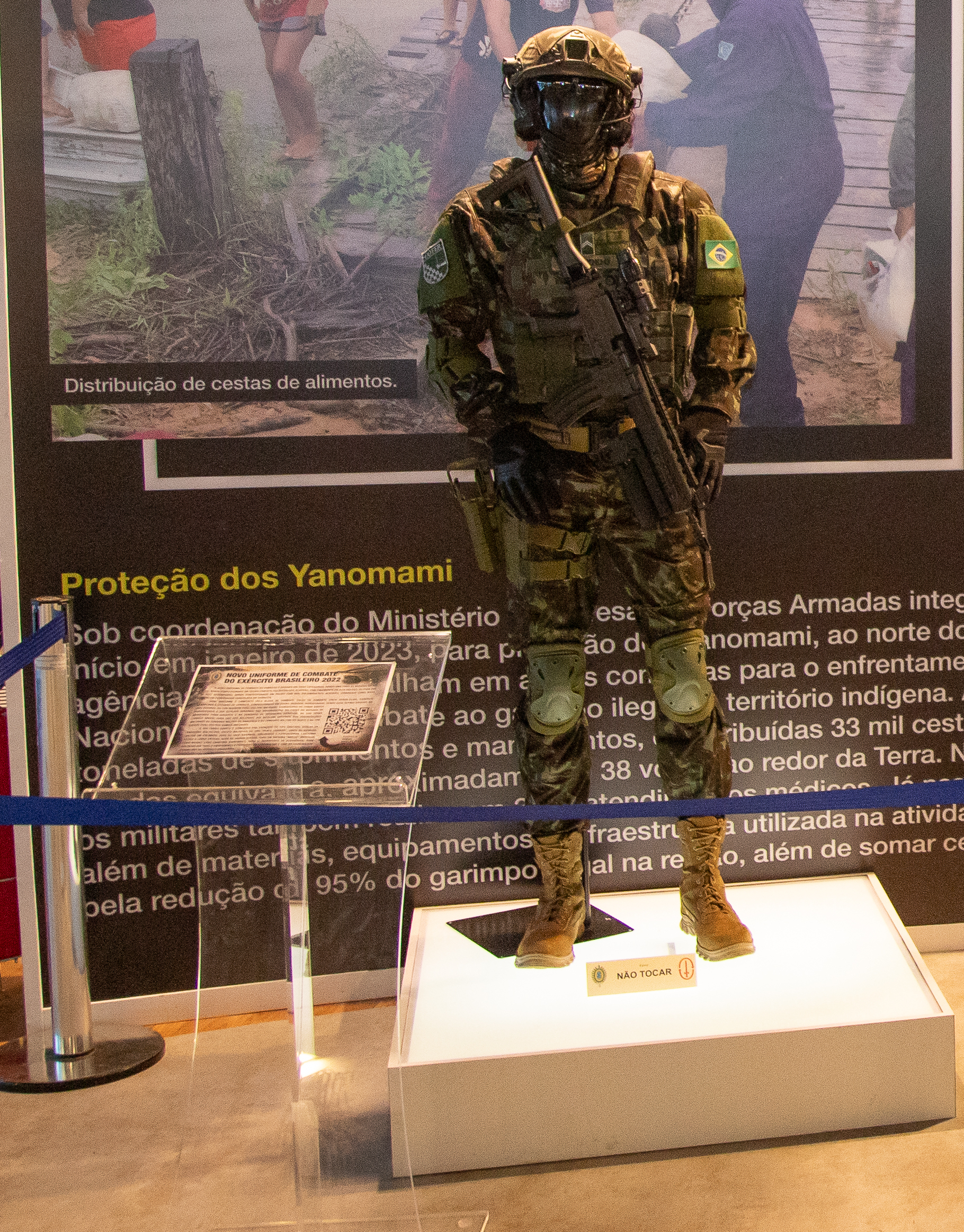
Manequim com os equipamentos COBRA numa exposição das Forças Armadas

O Sistema Combatente Brasileiro (COBRA) é um programa “soldado do futuro” de modernização do equipamento de combate individual dos soldados do Exército Brasileiro. Ele objetiva equipamentos mais ergonômicos e de maior interconectividade e interoperabilidade, proporcionando maior letalidade, proteção e consciência situacional. O sistema será distribuído primeiramente à tropa operacional de infantaria e cavalaria, com diversas versões para ambientes diferentes. O investimento está inserido no Programa Estratégico Obtenção da Capacidade Operacional Plena (OCOP).
Os estudos que levariam ao programa iniciaram em 2007, inspirados em programas semelhantes no exterior, como o Land Warrior [en], FÉLIN e Infanterist der Zukunft, e no temor de um desnível tecnológico. O FÉLIN, em especial, é citado como influência. Em 2014, compraram-se itens para cerca de 160 soldados como parte do subprojeto COBRA 1.0. A previsão era de implementar o COBRA 2020 em fases a partir de 2016, com a participação das instituições de pesquisa militares e civis. Ao final de 2015, fontes do Exército informaram que 100 000 militares poderiam receber equipamentos avançados até 2021. Em 2022 o sistema ainda estava em testes em seis subunidades do Exército.
O sistema compreendia 51 itens em 2022. Para a proteção individual, foram adquiridos coletes balísticos do tipo plate carrier e capacetes balísticos modulares. Um novo uniforme foi definido em 2022, incluindo um novo coturno padrão, de cor “Coyote” (bege) para as tropas convencionais, substituindo os coturnos pretos. A cor é verde para a Amazônia e marrom para os paraquedistas. No armamento, definiu-se a metralhadora FN Minimi em substituição ao FN FAP, o fuzil IMBEL IA2, substituindo o FN FAL, e as facas IA2 (que serve de baioneta) e AMX (que serve de facão), substituindo as MK2. Os fuzis de precisão IMBEL AGLC e as pistolas IMBEL GC MD1 serão também substituídas, mas seus sucessores ainda não estavam definidos em 2022, embora o M110 SASS e SIG Sauer P320 já estivessem cotados. Nas comunicações, a IMBEL associou-se a várias empresas para oferecer o transceptor portátil pessoal TPP-1400.